# Gaukönigshofen
Gaukönigshofen – miejscowość i gmina w Niemczech, w kraju związkowym Bawaria, w rejencji Dolna Frankonia, w regionie Würzburg, w powiecie Würzburg. Leży około 18 km na południe od Würzburga.

## Dzielnice
W skład gminy wchodzą następujące dzielnice: 
- Acholshausen
- Eichelsee
- Gaukönigshofen
- Rittershausen
- Wolkshausen

## Demografia
| Rok  | Liczba mieszk. |
| ---- | -------------- |
| 1961 | 1958           |
| 1970 | 1944           |
| 1987 | 1938           |
| 1991 | 2069           |
| 1995 | 2183           |
| 2000 | 2242           |
| 2001 | 2269           |
| 2002 | 2295           |
| 2003 | 2315           |
| 2004 | 2380           |
| 2005 | 2391           |
| 2006 | 2417           |
| 2007 | 2446           |
| 2008 | 2455           |
| 2009 | 2467           |
| 2010 | 2468           |
| 2011 | 2482           |
| 2012 | 2495           |
| 2013 | 2519           |
| 2014 | 2485           |
| 2015 | 2508           |
| 2016 | 2510           |
| 2017 | 2493           |
| 2018 | 2487           |
| 2019 | 2461           |

## Oświata
(na 1999)

W gminie znajdują się 2 przedszkola oraz szkoła podstawowa i Hauptschule (razem 22 nauczycieli, 394 uczniów).

## Współpraca
Miejscowości partnerskie:
- Bad Königshofen im Grabfeld, Bawaria
- Baron-sur-Odon, Francja
- Éterville, Francja
- Évrecy, Francja
- Gavrus, Francja
- Königshofen – dzielnica Lauda-Königshofen, Badenia-Wirtembergia